# Hans Altherr

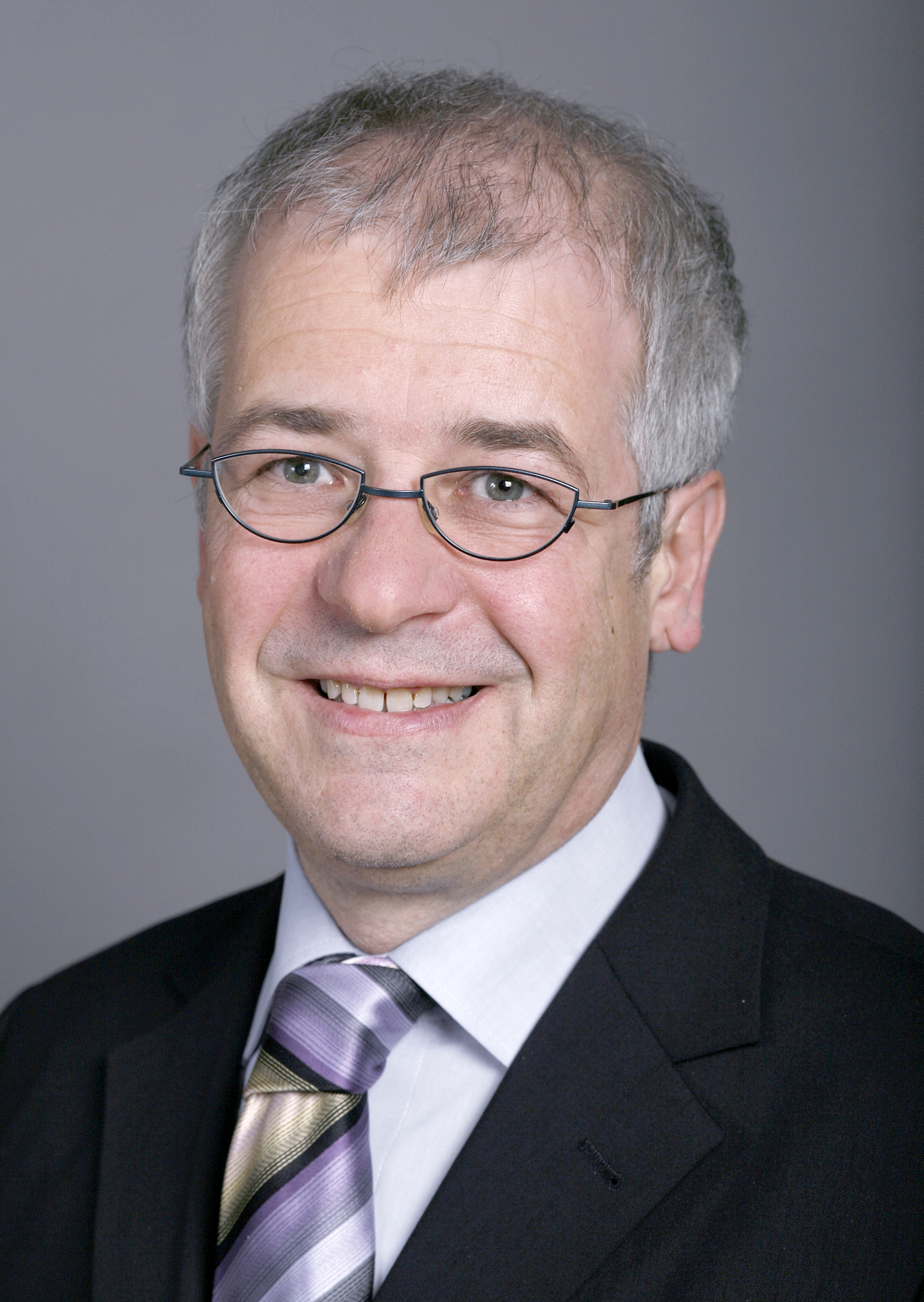
Hans Altherr (2007)

Hans Altherr (* 29. April 1950 in St. Gallen) ist ein Schweizer Politiker (FDP).

## Biografie
Altherr studierte Rechtswissenschaft an den Universitäten Genf und Zürich und war danach als selbständiger Anwalt und Jugendanwalt des Kantons Appenzell Ausserrhoden tätig. Von 1976 bis 1993 war er Gemeinderat (Exekutive) in Trogen und daneben von 1989 bis 1998 Kantonsrat. Von 1998 bis 2005 amtete er als Regierungsrat, von 2000 bis 2003 als Landammann.
Im Jahr 2004 wurde er in den Ständerat gewählt. Dort war er in der Finanzkommission, in der Kommission für soziale Sicherheit und Gesundheit, Präsident der Sicherheitspolitischen Kommission, in der Finanzdelegation, in der Redaktionskommission und in der Delegation bei der parlamentarischen Versammlung des nordatlantischen Verteidigungsbündnisses. 2011/12 war Altherr Präsident des Ständerates, 2012/2013 folgte Filippo Lombardi.
Während seiner Präsidialzeit liess Altherr im Ständeratssaal zwei Fahnen aufstellen, eine Schweizerfahne und eine Fahne seines Kantons Appenzell Ausserrhoden. Er begründete damit eine Tradition, die von seinen Nachfolgern weitergeführt wurde.
Als Unternehmer ist Altherr Inhaber der Weiss AG, eines Diamant- und CBN-Werkzeugherstellers aus Walzenhausen. Er ist geschieden und hat drei Kinder.